# France 3 Rouen Métropole
 (mai 2010).
Si vous disposez d'ouvrages ou d'articles de référence ou si vous connaissez des sites web de qualité traitant du thème abordé ici, merci de compléter l'article en donnant les références utiles à sa vérifiabilité et en les liant à la section « Notes et références ».
Rouen Métropole était un programme d'une dizaine de minutes couvrant l'information de l'agglomération de Rouen. Ce décrochage local était diffusé à 18h43 du lundi au vendredi sur France 3 Normandie.

## Zone de couverture
Rouen Métropole était visible par la majeure partie des habitants de Haute-Normandie (Dieppe, Évreux, Elbeuf, etc.), aujourd'hui remplacé par le décrochage local "Vu d'ici". Les habitants du Havre disposent quant-à-eux de leur propre décrochage, l'édition Baie de Seine.

## Déroulement
Lancé le 7 janvier 2009, Rouen Métropole succède à Grand Angle. Rouen Métropole se décompose en deux parties : la première est consacrée à l'actualité du jour dans l'agglomération rouennaise grâce à des reportages puis, un invité répond chaque soir aux questions du présentateur de l'édition.

## Évolution de Rouen Métropole
À ses débuts, l'édition était, majoritairement, présentée depuis les studios rouennais. À la rentrée 2009, le programme a été repensé.
Le décor a été réaménagé puisque durant les six premiers mois d'existence de Rouen Métropole, le journaliste présentait l'édition dans le siège du présentateur du 19/20. Durant la saison 2009-2010, le programme n'était plus statique puisque le présentateur lançait les sujets debout puis se dirigeait vers son invité assis.
À la rentrée 2010, le journal emménage dans un nouveau studio. Le présentateur et l'invité partagent une même table ronde. Un écran plasma situé entre les deux permet d'illustrer l'entretien avec des séquences vidéo.
Régulièrement, l'édition Rouen Métropole se délocalise. Les journaux peuvent être réalisés en direct ou pré-enregistrés, en fonction des événements.  L'objectif est de coller au plus près à l'actualité de la métropole rouennaise, en allant à la rencontre de ses talents et de ses grands rendez-vous. C'est aussi l'occasion, pour l'équipe, de se rapprocher de ses téléspectateurs. Le journal a par exemple été présenté en direct du Zénith de Rouen lors de l'élection du premier président de la CREA en janvier 2010, depuis les quais de Rouen à l'occasion de la foire Saint-Romain, dans un restaurant le soir du réveillon, et plus récemment sur les quais bas pour les 24 heures motonautiques de Rouen, depuis la foire de Rouen 2011, au parc des expositions ou depuis l'espace H2O pour son inauguration.
En septembre 2011, Rouen Metropole cède sa place à Vu d'ici, programme tourné en extérieur et qui se penche sur un fait de la région haut-normande, excepté la plupart du temps Le Havre et la Baie de Seine.

## Journalistes présentateurs
- Marc Moiroud (coprésentateur depuis septembre 2010, présentateur de janvier 2009 à juin 2009)
- Dominique Malige (coprésentateur depuis avril 2011)
- Perrine Brami (coprésentatrice d'octobre 2010 à mars 2011)
- Jocelyne Thuet (coprésentatrice en septembre 2010, présentatrice principale de septembre 2009 à juin 2010)
- Marie du Mesnil-Adelée (remplacement)
- Magali Nicolin (remplacement)